# Cypridinodes kornickeri
Cypridinodes kornickeri is een mosselkreeftjessoort uit de familie van de Cypridinidae. De wetenschappelijke naam van de soort is voor het eerst geldig gepubliceerd in 2009 door Karanovic & Laperousaz.